# Lestin
Lestin (szlovákul Leštiny) község Szlovákiában, a Zsolnai kerület Alsókubini járásában.

## Fekvése
Alsókubintól 3 km-re délkeletre, az Öreg Chocs északi lejtőjének tövében fekszik.

## Története
1235-ben „Lesthyna” néven említik. A falu a 14. században keletkezett az árvai uradalom falujaként. 1325-ben „Lesthna”, 1388-ban „Lesscina” néven szerepel az írott forrásokban. 1548-ban a Zmeskal család kapta adományba. Az artikuláris helynek kijelölt Felsőkubin melletti falu evangélikus templomát Zmeskal (III.) Jób Árva vármegyei alispán építtette 1688-1689-ben. A község a 18. században élte virágkorát, ekkor többen lakták, mint ma; iskolája is működött. 1778-ban 227 lakos élt itt, a családok közül 5 nemesi család volt.
A 18. század végén Vályi András így ír róla: „LESTIN. Tót falu Nyitra Várm. földes Urai B. Splényi, és Rudnai Uraságok, lakosai katolikusok, fekszik Radno Lehotához nem meszsze, és annak filiája, határjában van fája tűzre, és épűletre, gyűmöltse bőven terem, legelője elég, malma helyhez, iatzozása Prividgyén.”
1828-ban 59 háza és 518 lakosa volt. Lakói főként mezőgazdasággal és állattartással foglalkoztak.
Fényes Elek 1851-ben kiadott geográfiai szótárában így ír a faluról: „Lestyine, tót falu, Árva vmegyében: 23 kath., 488 evang., 7 zsidó lak. Evang. anyatemplom. Nagy erdő. Kertek. Vízimalom. F. u. Zmeskal fam. Ut. posta Rosenberg.”
A trianoni diktátumig Árva vármegye Alsókubini járásához tartozott.
A második világháború alatt erős partizán tevékenység folyt a környékén.

## Népessége
| Év:            | 1994. | 2004. | 2014.    | 2024.    |
| -------------- | ----- | ----- | -------- | -------- |
| Emberek száma: | 225   | 225   | 265      | 308      |
| Eltérés:       |       | +0 %  | +17,77 % | +16,22 % |

| Év:            | 2023. | 2024.   |
| -------------- | ----- | ------- |
| Emberek száma: | 309   | 308     |
| Eltérés:       |       | -0,32 % |

1910-ben 304, túlnyomórészt szlovák anyanyelvű lakosa volt.
2001-ben 226 lakosából 224 szlovák volt.
2011-ben 257 lakosából 252 szlovák volt.

## Híres személyek
- Itt született 1841-ben Frecska Lajos evangélikus lelkész.

## Nevezetességei
- Evangélikus fatemploma 1688-ban épült, ez volt a vármegye egyik protestáns artikuláris temploma. Az építmény egykoron teljes egészében fából épült. Felújítása során azonban már alkalmaztak vasból készült kötőelemeket is. Belső terének díszítése 18. századi, harangtornya 1877-ben épült. E templomban keresztelték meg Pavol Országh-Hviezdoslav költőt. 2008 óta hét másik szlovákiai fatemplommal együtt a világörökség része.
- A Zmeskal család kastélya a 18. század végén épült késő barokk stílusban, 1840-ben klasszicista stílusban átépítették. Itt született 1759-ben Domanoveci és Lestinci Zmeskall Miklós, L.van Beethoven barátja, pályatársa és egynémely művének címzettje.
- Van itt egy 17. századi nemesi kúria is, melyet a 19. század elején építettek át.

## Külső hivatkozások
- Lestin az Árvai régió honlapján
- Községinfó
- Lestin Szlovákia térképén
- Slovakiatourism.sk
- E-obce.sk Archiválva 2007. március 15-i dátummal a Wayback Machine-ben